# Ženské listy
Ženské listy byly české osvětové, vzdělávací a zábavné periodikum pro ženy, někdy označované jako feministický časopis. 

## Historie
Vycházelo v letech 1873-1926. Od 1. ledna 1873 začaly Ženské listy vycházet s podtitulem Časopis pro záležitosti žen a dívek českoslovanských ve vydavatelství Františka Urbánka. Časopis působil na formování emancipačního hnutí žen a na národní uvědomování žen v Českých zemích. Prvními redaktorkami byly Věnceslava Lužická a Eliška Krásnohorská..  K přispěvatelkám patřily Karolína Světlá, Sofie Podlipská, Anna Bayerová, Johanna Kuffnerová, Anežka Sluková, Zdenka Drobná, přispívali spisovatelé, básníci, ale i historikové. Podtitul byl 1. 5. 1874 změněn na Časopis k šíření vzdělanosti mezi paními a dívkami českoslovanskými a o rok později na Orgán pro vzdělání žen a dívek českoslovanských. V roce 1872 vycházely Ženské listy jako měsíční příloha časopisu Květy. Po ustavení Ženského výrobního spolku se tento spolek stal vydavatelem časopisu, přispívaly do něj nejen ženy, ale i čeští spisovatelé, pedagogové a historikové. Samostatnou velmi oblíbenou přílohou byly Nové pařížské módy, také Práce. Časopis zanikl roku 1926. Ženské listy byly roku 1898 změněny na tiskový orgán Ústředního spolku českých žen, založeného na prvním sjezdu českoslovanských žen v roce 1897.

## Redakce
- Prvním odpovědným redaktorem byl v letech 1873-1891 vydavatel František Urbánek a výkonnou redaktorkou Věnceslava Lužická.[3]
- V letech 1892-1895 a 1897-1912 byla hlavní redaktorkou Eliška Krásnohorská, roku 1912 jí pomáhala Krista Nevšímalová.
- V letech 1901–1913 řídila Ženské listy Karla Máchová[zdroj?]
- Roku 1912 a opět od 1. 1. 1914 převzala redakci Jindřiška Flajšhansová, starostka Ženského výrobního spolku.

Vydávání časopisu bylo krátkodobě zastaveno po vypuknutí první světové války.
- Roku 1923 se prvních čísel redakce ujaly Maryša Radoňová Šárecká a Pavla Moudrá, po nich Jindřiška Flajšhansová a František Sekanina.

Úroveň časopisu od roku 1918 postupně klesala s narůstající konkurencí jiných českých periodik, a proto se redakce rozhodla od roku 1926 jeho vydávání ukončit, podobně jako byly ukončeno vydávání Zlaté Prahy nebo Světozoru.

## Zahraničí
- Týž titul "Ženské listy" nesl časopis českých krajanek v Chicagu, který založila českoamerická novinářka a feministka Josefa Humpalová-Zemanová.